# Râul Hotaru, Slănic
Râul Hotaru este un curs de apă, afluent al râului Slănic. 

## Hărți
- Harta Județului Buzău